# Divišov
Divišov (en alemán, Diwischau) es un municipio situado en el distrito de Benešov, en la región de Bohemia Central, República Checa. Tiene una población estimada, a inicios de 2024, de 1810 habitantes.